# 克里斯琴縣 (肯塔基州)
克里斯琴縣（英語：Christian County）是美国肯塔基州西南部的一個縣，南鄰田纳西州，面積1,875平方公里。根據2020年美國人口普查，共有人口72,748人。縣治霍普金斯。該縣成立於1797年3月1日，以紀念來自弗吉尼亚州的威廉·克里斯蒂安上校。

## 在本縣出生的名人
- 傑佛遜·戴維斯，美利堅聯盟國唯一的總統
- 埃德萊·史蒂文森，第二十三任美国副总统